# Antonio Truyol y Serra
Antonio Truyol i Serra (Saarbrücken, 4 de novembre de 1913 - Madrid, 1 d'octubre de 2003) fou un jurista i internacionalista espanyol, membre de la Reial Acadèmia de Ciències Morals i Polítiques.

## Biografia
Fill de pares mallorquins, va fer estudis primaris a Inca i a Ginebra. Va estudiar Dret a Madrid i va iniciar la seva carrera acadèmica després de la guerra civil espanyola en la mateixa Facultat, fins a obtenir les càtedres de «Filosofia del Dret» a les Universitats de la Laguna el 1945 i de Múrcia el 1946.
Va consagrar la seva vida al va exercir de la docència i recerca universitàries en la Universitat Complutense de Madrid, particularment en l'Institut de Drets Humans, i en la Universitat de Múrcia en els àmbits de la Filosofia del Dret, el Dret Internacional Públic i les Relacions Internacionals. En aquest últim àmbit, el Professor Truyol és considerat com un pioner en l'estudi de la Teoria i la Ciència de les Relacions Internacionals a Espanya. Com a tal, va ser l'impulsor i director de l'actual Departament de Dret Internacional Públic i Relacions Internacionals (Estudis Internacionals) de la Facultat de Ciències Polítiques de la Universitat Complutense de Madrid i mestre dels principals especialistes espanyols en la matèria de les Relacions Internacionals. Entre els seus deixebles, cal destacar als internacionalistes Juan Antonio Carrillo Salcedo, Celestino de la Arenal i Francisco Aldecoa.
Com a jurista de reconegut prestigi, va ser nomenat Magistrat del Tribunal Constitucional del Regne d'Espanya, càrrec que va exercir entre 1981 i 1990. En 1971 va ingressar en la Reial Acadèmia de Ciències Morals i Polítiques.

## Obres
- La sociedad internacional. Madrid : Alianza, 2006
- Historia de la Filosofía del Derecho y del Estado. 3, Idealismo y positivismo. Madrid : Alianza Editorial, 2004
- De una sociedad internacional fragmentada a una sociedad mundial en gestación : (a propósito de la globalización). Madrid : Universidad Complutense de Madrid, Departamento de Derecho Internacional Público y Relaciones Internacionales : Colegio Nacional de Doctores y Licenciados en Ciencias Políticas y Sociología, 2003
- La integración europea : análisis histórico-institucional con textos y documentos. I, Génesis y desarrollo de la Comunidad europea, (1951-1979. Madrid : Tecnos, D.L. 1999
- Historia de la filosofía del derecho y del Estado. 1, De los orígenes a la Baja Edad Media. Madrid : Alianza, 1998
- Historia del derecho internacional público; versió espanyola de Paloma García Picazo. Madrid : Tecnos, 1998
- Histoire du droit internatinal public. Paris : Économica, 1995
- Historia de la filosofía del derecho y del Estado. 2, Del Renacimiento a Kant. Madrid : Alianza Editorial, 1995
- Théorie du droit international public : cours général. Dordrecht [etc.] : Martinus Nijhoff, 1992